# Värtans brandstation

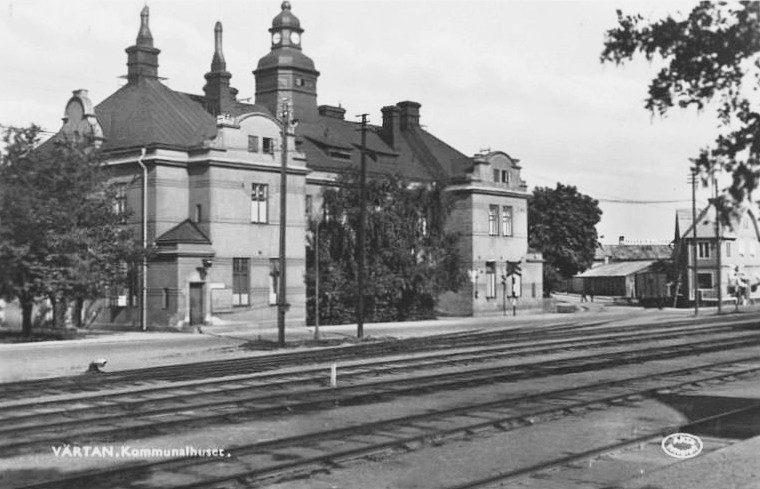
Värtans kommunalhus på 1930-talet.

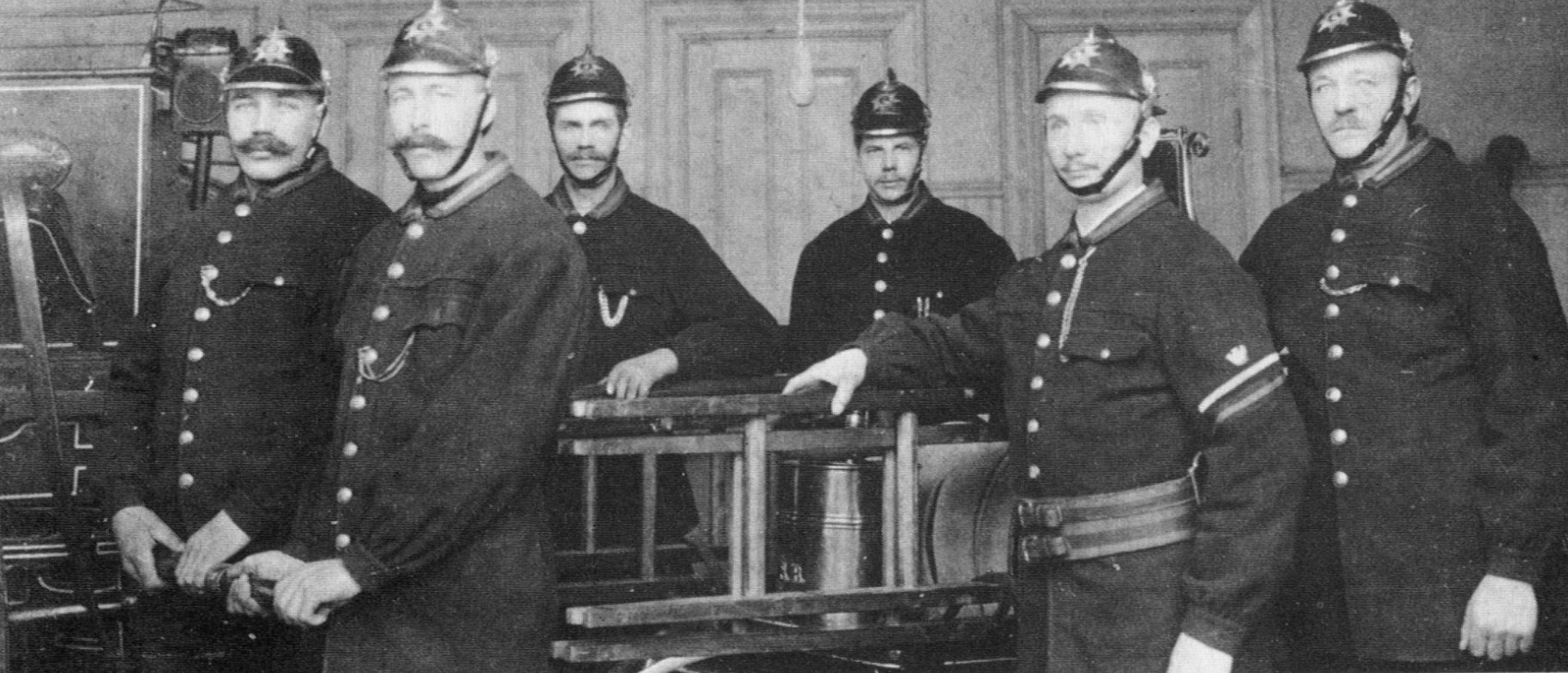
Personalen i Värtans brandstation 1910.

Värtans brandstation  var en brandstation för Stockholms brandförsvar belägen i Värtans kommunalhus vid Södra Hamnvägen 42-44 i Värtahamnen i Stockholm. Stationen togs i bruk 1905 och lades ner 1931. 

## Historik
Den första brandbevakningen i Värtahamnområdet sköttes från och med 1888 från Tempelmanska villan. Här inrättades spruthus, vaktrum, telegrafrum och fri bostad för tre brandmän. Men snart påpekades att brandbevakning i en stor hamnanläggning borde skötas på ett mera tillfredsställande sätt. 
Därför avsattes några lokaler i det 1905 nybyggda kommunalhuset i Värtan. Förutom brandkåren fanns här tull, polis och hamnkontor samt bostäder för hamnanställda. Den putsade jugendbyggnaden i två våningar med urförsedd takryttare ritades av Georg Ringström som var arkitekt vid Stockholms stads byggnadskontor. Brandkåren fick ett redskapsrum, ett logement för manskapet och en lägenhet. Personalen hade sin huvudsysselsättning  vid Värtahamnen, vilket fungerade bra, men ansågs av brandchefen vara ett provisorium. Därför ordnades 1913 fast anställd brandpersonal som bestod av en brandförman och åtta brandmän. År 1924 kompletterades stationen med ett övningstorn och 1926 byggdes ett garage för en sjukvagn. År 1931 drogs stationen in.